# Wehni Amba
Wehni Amba (amharisch für „Gefängnisberg“) ist ein Amba im Norden Äthiopiens. Er ist der unmittelbar neben dem Wehni befindliche Tafelberg und ist mit diesem geologisch betrachtet ein Zeugnis des Vulkanismus im Ostafrikanischen Grabenbruch.
Eine erste Untersuchung des mit Bäumen, Büschen und Gras überwucherten Gipfelplateaus des Wehni erbrachte Tonscherben als Beleg für die frühere Anwesenheit von Menschen. Der unweit von Addis Zemman befindliche Berg wurde als Verbannungsort für mögliche Anwärter auf den äthiopischen Thron bekannt. Dorthin wurden die Familien der regierenden Kaiser, einschließlich der eigenen Geschwister und eigenen Kinder, gebracht. Eine Flucht war kaum möglich. Um den Gipfel zu erklimmen, war eine stundenlange, gefahrvolle Klettertour zu absolvieren, die Gefangenen wurden wahrscheinlich an Seilen von den Wächtern auf den Berg hinauf gezogen. Auch die Versorgung mit Lebensmitteln, Trinkwasser und Kleidung war nur mit Hilfe dieser Wächter zu bewerkstelligen. Auch heute bildet die Besteigung des Berges eine große Herausforderung.
Der Wehni Amba war dagegen verhältnismäßig leicht zu ersteigen und wurde als Bergfestung genutzt.